# Ludwig Ramdohr
Ludwig Daniel Ramdohr (* 15. Juni 1909 in Kassel; † 3. Mai 1947 in Hameln (hingerichtet)) war ein deutscher Kriminalpolizist und als Kriminalsekretär Mitarbeiter der Politischen Abteilung  im KZ Ravensbrück.

## Leben
Ludwig Ramdohr absolvierte nach seiner bestandenen Schlosserlehre eine Ausbildung zum Polizeibeamten und arbeitete anschließend in diesem Beruf. Zum 1. Mai 1937 trat er der NSDAP bei (Mitgliedsnummer 5.437.744). Zu Beginn des Zweiten Weltkrieges war er bei der Feldgendarmerie eingesetzt. Nach dem Abschluss einer einjährigen Weiterbildung zum Kriminalbeamten im Frühjahr 1941 wurde Ramdohr durch die Reichskriminalpolizei zunächst als Vernehmungsbeamter im Jugendkonzentrationslager Moringen  und ab Juli 1942 in der Politischen Abteilung des KZ Ravensbrück eingesetzt. Unter den Häftlingen hatte Ramdohr einige Spitzel, die ihm zuarbeiteten, so auch Carmen Mory und Ilse Göritz. Ramdohr war wegen seiner brutalen Verhörmethoden im Lager gefürchtet.
Im Frühjahr 1945 wurde Ramdohr wegen der Misshandlung eines weiblichen polnischen Häftlings sowie dem unerlaubten Kontakt zu einem Häftling verhaftet und am 20. April 1945 von einem SS- und Polizeigericht in Berlin zu sechs Jahren Haftstrafe verurteilt. Ramdohr soll die von Häftlingen erpressten (falschen) Geständnisse genutzt haben, um SS-Angehörige strafrechtlich verfolgen zu können. Zu seiner Rehabilitation wurde Ramdohr zu einem Bewährungsbataillon an die Front versetzt.
Am 3. Mai 1945 wurde Ramdohr durch die US-Armee verhaftet und im ersten Ravensbrück-Prozess im Hamburger Curiohaus angeklagt. Während des Prozesses sagte Ramdohr über seine Vernehmungsmethoden aus:
„a) Es ist Tatsache, dass den Häftlingen in Untersuchungshaft die Kost verkürzt wurde.

b) Es ist sicher vorgekommen, dass Häftlinge stundenlang stehen mußten, ehe sie von mir zum Verhör vorgenommen wurden […]

c) Ich habe Häftlinge geprügelt.

d) Häftlinge bekamen ein Narkotikum eingespritzt, dasselbe, das für Operationen verwendet wurde, und wurden dann, nachdem sie in einem halbschlafähnlichen Zustand verfielen, verhört. […]

e) Ich fesselte Häftlingen die Hände auf den Rücken, ließ sie auf den Bauch auf einen Tisch legen, und zwar so, daß der Kopf über das eine Tischende hervorragte. Auf diese Seite wurde dann ein hoher Stuhl mit einer Schüssel, in der sich Wasser befand, gestellt. Ich nahm dann die Frauen bei den Haaren und tauchte das Gesicht in das Wasser. […]

f) Spitzelsystem: Ich hatte einige Häftlinge, die ständig für mich arbeiteten, […].“
Ludwig Ramdohr wurde am 3. Februar 1947 zum Tode verurteilt. Trotz eines von ihm eingebrachten Gnadengesuches wurde das Todesurteil durch Hängen am 3. Mai 1947 vollstreckt.